# Gastone Lúcia Beltrão
Gastone Lúcia Carvalho Beltrão (Coruripe, 12 de janeiro de 1950 – São Paulo, 22 de janeiro de 1972) foi estudante e guerrilheira contra a ditadura militar, de 1964, militante da Ação Libertadora Nacional (ALN). Era filha de João Beltrão de Castro e Zoraide de Carvalho Beltrão e irmã de Thomaz Beltrão, atualmente filiado ao Partido dos Trabalhadores.
É um dos casos investigados pela Comissão da Verdade, que apura mortes e desaparecimentos na ditadura militar brasileira.

## Biografia
Nascida em 1950 na cidade de Couripe no estado do Alagoas, iniciou seus estudos primários na escola católica Imaculada da Conceição, e depois passou a estudar no colégio Moreira e Silva, ambos em Maceió. Finalizou o curso do ensino médio na cidade do Rio de Janeiro, na qual sua avó morava e foi onde iniciou sua militância política. O interesse politico começou desde jovem, na adolescência, preocupada com as desigualdades sociais no país, Gastone fazia visitas à presos comuns, levando alimentos e roupas.
Em 1968, voltou à Maceió, para iniciar o curso de Economia da Universidade Federal de Alagoas, sendo aprovada em terceiro lugar no vestibular. Foi neste ano que ingressou como militante na Juventude Universitária Católica (JUC), associação civil católica que teve como finalidade a difusão dos ensinamentos da Igreja Católica em universidades. A partir de março de 1964, devido o engajamento dos membros em movimentos universitários, de educação e cultura popular, assim como adeptos da Juventude Estudantil Católica (JEC), passaram a ser perseguidos e eliminados pelo regime militar brasileiro. Durante sua militância, Gastone adotou o codinome de Rosa Lúcia.
No ano seguinte, em 1969, Gastone Beltrão casou-se com José Pereira da Silva e logo em seguida partiu para a Europa a fim de realizar um curso de guerrilha urbana. No mesmo ano, ingressou como militante na Ação Libertadora Nacional (ALN), uma organização político-socialista que, desde 1966, participava da luta armada contra a ditadura militar no Brasil. Em Cuba, também teve treinamento de guerrilha durante alguns meses. Regressou ilegalmente ao Brasil, por volta do ano de 1970, sendo assassinada pouco menos depois de um mês.

## Morte
A morte de Gastone Lúcia Carvalho Beltrão está envolvida em grandes contradições, assim como de muitas pessoas que sucumbiram durante o regime militar brasileiro de 1964. As informações da polícia não são as mesmas que as divulgadas pelo Ministério da Aeronáutica.
Segundo informações oficiais da polícia, Gastone Lúcia Carvalho Beltrão teria morrido no dia 22 de janeiro de 1972, na Rua Heitor Peixoto com a Rua Inglês de Souza, no bairro do Cambuci, na região sudeste de São Paulo, devido a um tiroteio com a polícia. Ela não resistiu e morreu a caminho do hospital.
O laudo oficial necroscópico do corpo de Gastone, assinado pelos legistas Isaac Abramovitc e Walter Sayeg, aponta treze ferimentos de arma de fogo. O documento diz: “[…] após travar violento tiroteio com agentes dos órgãos de Segurança, no transcorrer do qual feriu três policiais, foi ferida e, em consequência, veio a falecer”. O delegado Sérgio Paranhos Fleury, do Departamento de Ordem Política e Social (DOPS), notório torturador durante o regime militar, foi responsável pelo caso de Gastone.

### Revisão do caso
O jornal O Globo divulgou artigo em 25 de janeiro de 1972 no qual cita Gastone Beltrão, referindo-se a ela como pistoleira, sem identificar seu nome ou militância política: “No ponto do ônibus, ao lado do assaltante João Ferreira da Silva, o Tião, perigoso marginal procurado, estava a jovem loura. Os três policiais da ronda se aproximaram para a captura, quando foram surpreendidos pela mulher, que sacou revólver da bolsa e abriu fogo. Dois policiais caíram baleados e o terceiro continuou na perseguição, pois seu comparsa desapareceu. Mais adiante, na avenida, o agente alcançou a pistoleira que, novamente, resistiu à bala na iminência da prisão. Atingida por disparos dos policiais ela faleceu a caminho do hospital. Na escapada ela deixou cair a bolsa com documentos, que foi apanhada na rua pelo transeunte Adalberto Nadur. Este a entregou ao agente que estava no encalço da pistoleira. O policial embarcou em um táxi para localizar a mulher, mas esqueceu a bolsa no veículo. Um apelo por rádio foi feito ao motorista do táxi para que entregue a bolsa da mulher, na delegacia mais próxima de sua residência, pois somente com a devolução a polícia poderá identificar a morta, através do documento ou pista. As autoridades não divulgaram os nomes dos três policiais envolvidos no tiroteio. O Laudo de Perícia Técnica 8.355, localizado nos arquivos da Polícia Técnica de São Paulo, tem a seguinte informação: Às dezessete horas do dia vinte e dois de janeiro de mil novecentos e setenta e dois, este Instituto de Polícia Técnica recebeu do Delegado de Polícia de Plantão no sexto Distrito policial, Del. Jácomo José Orselli, um comunicado, por telefone e, posteriormente, confirmado pela requisição de exame BOAD nº 42/72, na qual solicitava exame pericial em prédios da Rua Inglês de Souza, da Rua Basílio da Cunha, em veículo e em cadáver até então desconhecido.”.
De acordo com informações contidas em laudo emitido pelo Ministério da Aeronáutica, encaminhado ao Ministério da Justiça no ano de 1993, Gastone teria falecido na Av. Lins de Vasconcelos. Embora os endereços sejam próximos, as versões se contradizem e, devido a isto, o caso da militante foi passado para o exame de Celso Nenevê, perito criminal.
Com apoio da tecnologia, Nenevê analisou as fotos divulgadas pela polícia em 1972 e, ampliando as imagens, concluiu que Gastone havia sofrido 34 lesões, em vez das 13 descritas no laudo anterior. Chamou a atenção do perito duas lesões, uma na região mamária e outra na região frontal. Ao ampliar a foto da ferida na região mamária em 20 vezes, averiguou que, em vez de tiro, tratava-se de uma lesão em fenda, produzida por faca ou artefato pontiagudo, devido o formato em “meia-lua”. O ferimento na região frontal sugere tiro disparado à queima-roupa, ou seja, com o agressor estava muito perto da vítima. Estas conclusões de Celso Nenevê quebram os laudos apresentados anteriormente que sustentam a ideia de um tiroteio.
Entretanto, as circunstâncias da morte de Gastone não foram investigadas, mas a Comissão Especial sobre Mortos e Desaparecidos (CEMDP) identificou que a militante Gastone Lúcia Carvalho Beltrão, medindo 1,55 m de altura e com 34 lesões, entre tiros e facadas por todo o corpo, não morreu em um violento tiroteio e sim depois de ser capturada por agentes dos órgãos de segurança do regime militar.

## Homenagens
Após sua morte, Gastone foi enterrada como indigente no Cemitério Dom Bosco em Perus. Porém a família não consegui fazer a exumação do corpo, sendo obrigada a esperar por mais três anos, até que em 1975 foi autorizada a ter acesso aos restos mortais da jovem e assim levá-los ao túmulo da família no Cemitério Nossa Senhora da Piedade em Maceió. Em 2017, 53 vitimas da ditadura assassinadas no período de 1969 até 1979, incluindo Gastone, foram homenageados com seus nomes sendo inseridos em uma placa colocada no Cemitério Dom Bosco em Perus.
A cidade de Maceió decidiu homenagear a luta de Gastone Lúcia Carvalho Beltrão dando o seu nome a uma rua. Também na cidade de Maceió, uma escola municipal leva o seu nome.